# 8139 Paulabell
A 8139 Paulabell (ideiglenes jelöléssel (8139) 1980 UM1) a Naprendszer kisbolygóövében található aszteroida. Schelte J. Bus fedezte fel 1980. október 31-én.